# Katie Stuart (Schauspielerin, 1985)
Katherine Anne Stuart (* 22. März 1985 in Vancouver, British Columbia) ist eine kanadische Schauspielerin.

## Leben und Karriere
Katie Stuart wuchs in Vancouver auf. Ihr älterer Bruder Ted ist ebenfalls Schauspieler.
Sie begann mit neun Jahren am Vancouver Youth Theatre. Bei einer der Vorstellungen war eine Agentin im Publikum, die Stuart bat bei ihr in der Agentur vorzusprechen. Sie wurde in die Kartei aufgenommen und bekam dort Schauspielunterricht. Es dauerte nicht lange und sie wurde für ihre erste Rolle engagiert.
Stuart wirkte in über 30 Filmen und Fernsehserien mit, meist in Nebenrollen oder als Episodencast in Serien wie Stargate SG 1 oder The L Word – Wenn Frauen Frauen lieben. Größere Bekanntheit erlangte sie 2003 mit der Rolle der Kitty Pryde in dem Film X-Men 2. Ebenfalls 2003 wurde sie für die Hauptrolle in dem Film Gefangene der Zeit besetzt. Von 2014 bis 2016 war sie in der US-amerikanischen Science-Fiction-Fernsehserie The 100 in der Rolle der Monroe zu sehen.
Von 2007 bis 2013 besuchte Stuart das College in Squamish, British Columbia und wechselte dann auf die Concordia University in Montreal, Québec, wo sie ihren Bachelor of Fine Arts erwarb.

## Filmografie (Auswahl)
- 1996: Poltergeist – Die unheimliche Macht (Poltergeist: The Legacy, Fernsehserie, Folge 1x16)
- 1997: Der Sentinel – Im Auge des Jägers (The Sentinel, Fernsehserie, Folge 2x19)
- 1997: Intensity – Allein gegen den Killer (Intensity, Fernsehfilm)
- 1997: Masterminds – Das Duell (Masterminds)
- 1997–1998: Stargate – Kommando SG-1 (Stargate SG-1, Fernsehserie, Folge 1x14, 2x02)
- 1998: Atomic Dog (Fernsehfilm)
- 1998: Outer Limits – Die unbekannte Dimension (The Outer Limits, Fernsehserie, Folge 4x17 Lithia)
- 1998–1999: The Crow – Die Serie (The Crow: Stairway to Heaven, Fernsehserie, 22 Folgen)
- 1999: The Order – Kameradschaft des Terrors (Brotherhood of Murder, Fernsehfilm)
- 1999: Das Haus des Magiers (The Magician’s House, Fernsehserie, 6 Folgen)
- 2000: Epicenter
- 2000: Mysterious Ways (Fernsehserie, Folge 1x07)
- 2000: The Magician's House II (Fernsehserie, 6 Folgen)
- 2003: X-Men 2 (X2)
- 2003: Gefangene der Zeit (A Wrinkle in Time, Fernsehfilm)
- 2004: Dead Like Me – So gut wie tot (Dead Like Me, Fernsehserie, Folge 2x13)
- 2005: 14 Hours (Fernsehfilm)
- 2005: Eine für 4 (The Sisterhood of the Traveling Pants)
- 2006: She’s the Man – Voll mein Typ! (She’s the Man)
- 2006: Three Moons Over Milford (Fernsehserie, Folge 1x02–1x03)
- 2008: Desperate Hours: An Amber Alert (Fernsehfilm)
- 2009: The L Word – Wenn Frauen Frauen lieben (The L Word, Fernsehserie, 2 Folgen)
- 2013: Supernatural (Fernsehserie, Folge 8x12 Wie die Zeit vergeht)
- 2014–2016: The 100 (Fernsehserie, 15 Folgen)
- 2015: Motive (Fernsehserie, Folge 3x09)
- 2015: The Returned (Fernsehserie, 5 Folgen)
- 2016: The Edge of Seventeen – Das Jahr der Entscheidung (The Edge of Seventeen)
- 2016–2017: Inconceivable (Fernsehserie, 6 Folgen)
- 2017: When We Rise (Miniserie, Folge 1x01)
- 2017: Zoo (Fernsehserie, Folge 3x02)
- 2018: Altered Carbon – Das Unsterblichkeitsprogramm (Altered Carbon, Fernsehserie, 3 Folgen)
- 2019: Arrow (Fernsehserie, Folge 7x11)
- 2019: Charmed (Fernsehserie, Folge 1x21)
- 2020: Nancy Drew (Fernsehserie, Folge 1x16)
- 2020: 50 States of Fright (Webserie, Folge 2x01)